# Apeninski poluotok
Apeninski poluotok, ponekad zvan i Talijanski poluotok (talijanski: Penisola italiana ili Penisola appenninica) jedan je od najvećih poluotoka u Europi koji se proteže oko 1000 km od doline rijeke Po na sjeveru do Sredozemnog mora na jugu. Zbog svog oblika poluotok je poznat i kao „Talijanska čizma” (Lo Stivale). Skoro cijeli poluotok dio je Italije, samo jedan mali dio površine zauzimaju državice San Marino i Vatikan. Ponekad se dijelom poluotoka smatra i Malta koja se ponekad grupira kao dio skupine otoka ove kontinentalne površine.
Apeninski poluotok okružen je Ligurskim i Tirenskim morem na zapadu, Jonskim morem na jugu i Jadranskim morem na istoku. Unutrašnjosti poluotoka dominiraju Apeninske planine po kojima je poluotok i nazvan. Sjeverni dio poluotoka je većinom nizinski. Klima na poluotoku je većinom mediteranska, dok je u planinskim dijelovima klima nešto hladnija.